# Plectris tarsalis
Plectris tarsalis är en skalbaggsart som beskrevs av Moser 1919. Plectris tarsalis ingår i släktet Plectris och familjen Melolonthidae. Inga underarter finns listade i Catalogue of Life.